# Stylobasium spathulatum
Stylobasium spathulatum, vrsta kserofitnog grma iz porodice Surianaceae, tipična je u rodu Stylobasium. Australska je endemska vrsta iz Sjevernog teritorija, Zapadne Australije i Queenslanda.
Naraste od 0,5 do 2,5 metara visine. latinsko ime vrste spathulatum odnosi se na oblik lišća, a znači 'žličast'.
- S. spathulatum
- S. spathulatum
- S. spathulatum